# Rhopalomeces longicollis
Rhopalomeces longicollis är en skalbaggsart som först beskrevs av Edgar von Harold 1888.  Rhopalomeces longicollis ingår i släktet Rhopalomeces och familjen långhorningar.
Artens utbredningsområde är Zimbabwe. Inga underarter finns listade i Catalogue of Life.